# أبجر الخامس
أبجر الخامس (الأسود) (بالسريانية: ܐܒܓܪ ܚܡܝܫܝܐ (ܐܘܟܡܐ)) (نقحرة: أبْكَر حَميشويو (أوكَومو)) هو أحد ملوك مملكة الرها، بين عامي 13 - 50 م. وهو الملك الخامس عشر من الأسرة الأبجرية التي حكمت الرها لحوالي أربعة قرون. قام بمراسلة يسوع المسيح ومن ثم اعتنق المسيحية على يد مار أدي أحد التلاميذ الأثنان والسبعون وفقاً للتقليد الكنسي.

## قصة يسوع والملك أبجر
يروي أوسابيوس القيصري وهو إمام المؤرخين البيعيين، عاش بين القرنين الثالث والرابع الميلادي. أن أبجر ملك الرها كان مصاباً بمرض عضال وعانى منه طويلاً حتى عجز عن شفائه أي طبيب، وبعد سماعه بمعجزات يسوع في اليهودية بعث إليه وفداً، وحمله رسالة بالسريانية يسأله فيها القدوم إليه ليشيفه من مرضه، ويعرض عليه السكن معه في مدينة الرها.
كما يروي نفس المؤرخ أن يسوع لم يلب طلب أبجر إلا أنه بعثه برسالة يعده فيها بإرسال أحد تلاميذه للرها. وكان أبجر قد أوصى الوفد أن يجلب له صورة يسوع على لوح ليراها فيما إذا أبى أن يصحبه، ولما علم يسوع بطلبه مسح وجهه بنديل واعطاه لرسل ابجر فانطبعت صورته على المنديل.